# L'Apiculteur (film)
Pour les articles homonymes, voir L'Apiculteur.
Pour plus de détails, voir Fiche technique et Distribution.
L’Apiculteur (Ο Μελισσοκόμος, O Melissokomos) est un film grec réalisé par Theo Angelopoulos, sorti en 1986.

## Synopsis
Un quinquagénaire du nom de Spyros quitte sa femme et son foyer le jour de mariage de sa fille. Il part vers le sud au volant de sa camionnette et souhaite devenir apiculteur. Au cours de ce voyage, il retrouve de vieux camarades, la maison où il est né ... et il rencontre une jeune auto-stoppeuse.

## Fiche technique
- Titre : L’Apiculteur
- Titre original : Ο Μελισσοκόμος
- Réalisation : Theo Angelopoulos
- Scénario : Theo Angelopoulos, Tonino Guerra et Dimitris Nollas
- Décors : Mikes Karapireris
- Costumes : Giorgos Ziakas
- Son : Nikos Achladis et Thanassis Arvanitis
- Musique : Eleni Karaindrou
- Photographie : Yórgos Arvanítis
- Montage : Takis Yannopoulos
- Sociétés de production : Centre du cinéma grec, RAI, ERT, Marin Karmitz productions
- Producteurs : Nikos Angelopoulos, Theodoros Angelopoulos, Giuseppe Colombo, Enzo Rispoli
- Pays d'origine : Grèce, France, Italie
- Format : Couleurs - 1,66:1 - Mono - 35 mm
- Genre : Drame
- Durée : 122 minutes
- Date de sortie : 1986

## Distribution
- Marcello Mastroianni : Spyros
- Nadia Mourouzi : l'auto-stoppeuse
- Serge Reggiani : homme malade
- Jenny Rousséa (el) : la femme de Spyros
- Dinos Iliopoulos (el) : ami de Spyros
- Athina Papagiopoulos : la prostituée